# Giovanotti con le ghette
Giovanotti con le ghette (Young Men in Spats) è una raccolta di racconti in lingua inglese di P. G. Wodehouse, pubblicata per la prima volta in volume nel 1936. 
Nei singoli racconti, apparsi dapprima su periodici britannici e statunitensi, sono narrate le avventure di vari membri del "Drones Club", un immaginario club londinese per giovani appartenenti alle classi sociali superiori.

## Storia editoriale
La raccolta Young Men in Spats fu pubblicata per la prima volta nel Regno Unito dall'editore Herbert Jenkins di Londra il 3 aprile 1936 e successivamente negli Stati Uniti dalla casa editrice Doubleday il 24 luglio 1936. L'edizione americana era differente dall'edizione britannica. Infatti nell'edizione britannica erano presenti due racconti ("Tried in the Furnace" e "Trouble Down at Tudsleigh") che nel 1936 non erano stati ancora pubblicati in periodici americani; viceversa, nell'edizione statunitense erano presenti tre racconti ("There's Always Golf", "The Letter of the Law", e "Farewell to Legs") narrati dal "Decano" del golf e assenti nell'edizione britannica; questi ultimi tre racconti saranno inseriti nella raccolta Lord Emsworth and Others pubblicata nel Regno Unito dalla Jenkins nel 1937 e tradotta in italiano nel 1940 col titolo Lord Emsworth e altri racconti. I racconti "Tried in the Furnace" e "Trouble Down at Tudsleigh", non ancora pubblicati negli Stati Uniti nell'aprile 1936, saranno pubblicati sul periodico Cosmopolitan rispettivamente nel marzo 1937 e maggio 1939 e quindi nell'edizione americana di Eggs, Beans and Crumpets del 1940. 
Nello stesso anno 1936 fu pubblicata in volume in lingua italiana dalle Edizioni Bietti, la raccolta Giovanotti con le ghette, traduzione ad opera di Zoe Lampronti della raccolta Young Men in Spats pubblicata dall'editore britannico Jenkins. La traduzione della Lampronti fu utilizzata dalle Edizioni Bietti in altre cinque successive edizioni (negli anni 1936, 1937, 1962, 1964 e 1966). Una nuova versione italiana dell'edizione britannica di Young Men in Spats fu pubblicata dalla Guanda nel 2013, a distanza quindi di circa ottant'anni dalla prima, nella traduzione di Silvia Piraccini, col titolo Il mistero dei cappelli.

## Racconti
La raccolta Young Men in Spats pubblicata in prima edizione nell'aprile 1936 dall'editore britannico Herbert Jenkins comprendeva undici racconti pubblicati in precedenza sul mensile britannico The Strand Magazine e sui periodici statunitensi Cosmopolitan e Redbook dal maggio 1931 al febbraio 1936. Si elencano in questa sezione tutti gli undici racconti, secondo l'ordine della prima edizione britannica della raccolta. Il titolo in lingua italiana di ciascun racconto è quello dell'edizione Bietti tradotta da Zoe Lampronti, seguito fra parentesi tonde dal titolo originale della prima edizione britannica. Nelle righe sottostanti sono indicati i periodici britannici (UK) e statunitensi (USA) nei quali il racconto fu pubblicato, e la data del periodico.
- Destino ("Fate")
  - UK: The Strand Magazine, maggio 1931
  - US: Cosmopolitan, maggio 1931 (col titolo: "Compromised!")
- La prova del fuoco ("Tried in the Furnace")
  - UK: The Strand Magazine, settembre 1935
  - US: Cosmopolitan, marzo 1937
- Prudenza! ("Trouble Down at Tudsleigh")
  - UK: The Strand Magazine, maggio 1935
  - US: Cosmopolitan, maggio 1939
- Il fantastico mistero del cappello ("The Amazing Hat Mystery")
  - US: Cosmopolitan, agosto 1933
  - UK: The Strand Magazine, giugno 1934
- Addio per sempre ai gatti! ("Good-by to All Cats")
  - US: Cosmopolitan, novembre 1934 (col titolo: "Good-by to All Cats")
  - UK: The Strand Magazine, dicembre 1934 (col titolo: "Good-bye to All Cats")
- La fortuna degli StiffHam ("The Luck of the Stiffhams")
  - US: Cosmopolitan, novembre 1933
  - UK: The Strand Magazine, marzo 1934
- Noblesse oblige ("Noblesse Oblige")
  - US: Cosmopolitan, settembre 1934
  - UK: The Strand Magazine, novembre 1934
- Arriva lo zio Fred ("Uncle Fred Flits By")
  - US: Redbook, luglio 1935
  - UK: The Strand Magazine, dicembre 1935
- Arcibaldo e il popolo ("Archibald and the Masses")
  - US: Cosmopolitan, agosto 1935
  - UK: The Strand Magazine, febbraio 1936
- Il codice dei Mulliner ("The Code of the Mulliners")
  - US: Cosmopolitan, febbraio 1935
  - UK: The Strand Magazine, aprile 1935
- Mordred corteggia una fanciulla ("The Fiery Wooing of Mordred")
  - US: Cosmopolitan, dicembre 1934
  - UK: The Strand Magazine, febbraio 1935

## Critica
Nella raccolta sono narrate le avventure dei più noti membri del "Drones Club" (Freddie Widgeon, Archibald Mulliner, Pongo Twistleton-Twistleton, Barmy Fotheringay-Phipps, eccetera). Nei racconti di Wodehouse, il "Drones Club" è un club per gentiluomini situato al numero 16 di Doveer Street, nell'elegante West End londinese, frequentato a Londra negli anni venti e trenta del '900 da giovani rampolli di famiglie appartenenti alla classe superiore, in particolare da figli cadetti di famiglie aristocratiche. Il "Drones Club" è stato tradotto in vari modi in lingua italiana: Fruttero & Lucentini lo chiamano "Club dei Fuchi", Sandra Campagna Ponzetto lo traduce "Club dei Perdigiorno", Sario Agnati "Club dei nati stanchi" o Circolo degli Sfaticati. I narratori sono membri del Club indicati con uno dei tre nomignoli "Eggs", "Bean" o "Crumpet" (Uovo, Fagiolo, Focaccina). Due fra i migliori racconti ("Il fantastico mistero del cappello" e "Arriva lo zio Fred") erano basati su idee fornite a Wodehouse dal suo amico Bill Townend, anch'egli scrittore e compagno di scuola di Wodehouse al Dulwich College. Nel racconto "Arriva lo zio Fred" fa la prima apparizione una delle più fortunate creazioni di Wodehouse: Lord Ickenham, lo zio Fred di Pongo Twistleton. Nel racconto "La prova del fuoco" ("Tried in the Furnace") appare invece Angelica Briscoe, che ricomparirà poi nell'ultimo romanzo di Wodehouse, Le zie non sono gentiluomini del 1974.
J. B. Priestley ritiene che lo stile di Wodehouse fosse quello di uno scolaro, sia pure di uno scolaro brillante. Il comportamento e i valori dei giovani edoardiani membri del Club erano quelli di scolaretti anziani, non di uomini adulti. Per Robert A. Hall, anche in Giovanotti con le ghette la maggior fonte di ilarità è il linguaggio, in particolare l'uso di spoonerismi e metatesi e il ricorso all'ipallage, a similitudini e metafore che molto spesso fanno riferimento a una vasta gamma di fonti letterarie colte.

## Edizioni
- (EN) Young Men in Spats, 1ª ed., London, Herbert Jenkins, 1936.
- (EN) Young Men in Spats, New York, Doubleday, Doran, 1936.
- Giovanotti con le ghette: romanzo umoristico inglese, traduzione di Zoe Lampronti, Milano, Bietti, 1936.
- Il mistero dei cappelli, traduzione di Silvia Piraccini, Parma, Guanda, 2013, ISBN 978-88-8246-990-0.